# R Arae
R Arae är en multipelstjärna och kortperiodisk förmörkelsevariabel av Algol-typ (EA) i stjärnbilden Altaret. Stjärnan var den första i Altarets stjärnbild som fick en variabelbeteckning.
Stjärnan har en visuell magnitud mellan 6,17 och 7,32 med en period av 4,42522 dygn.

## Fotnoter
1. ↑  Variabelstjärnornas beteckningar börjar med bokstäverna R-Z, därefter A-Q , följt av RR-ZZ och AA-QQ, varefter de börjar betecknas med bokstaven V och ett ordningsnummer, från och med V335.